# Simson-egyenes
Tétel: A háromszög köré írt kör tetszőleges pontjának az oldalegyenesekre eső merőleges vetületei egy egyenesbe esnek, ez az egyenes a Simson-egyenes.
Bizonyítás:
{\displaystyle ACPB} húrnégyszög {\displaystyle \longrightarrow \beta +\epsilon +\alpha =180^{\circ }}.
{\displaystyle ASPM} húrnégyszög ({\displaystyle S}-nél és {\displaystyle M}-nél lévő szögei derékszögek) {\displaystyle \longrightarrow \beta +\epsilon +\theta =180^{\circ }\longrightarrow \theta =\alpha }.
{\displaystyle PIMC} húrnégyszög, mert {\displaystyle MPC\measuredangle =\alpha =MIC\measuredangle } ({\displaystyle PMC\bigtriangleup } derékszögű) {\displaystyle \longrightarrow \beta +90^{\circ }+\alpha =180^{\circ }}.
{\displaystyle BSPI} húrnégyszög ({\displaystyle S}, {\displaystyle I}-nél fekvő szögek derékszögűek) {\displaystyle \longrightarrow BPS\measuredangle =\theta =BIS\measuredangle }; {\displaystyle BSP\bigtriangleup } derékszögű: {\displaystyle SPK\bigtriangleup \sim BIK\bigtriangleup } (két oldal és közbezárt szög – váltószögek) {\displaystyle \rightarrow } a többi szög is azonos.
{\displaystyle \longrightarrow \theta =\alpha } (váltószögek), így egy egyenesbe esnek az {\displaystyle S}, {\displaystyle I}, {\displaystyle M} pontok.

## Külső hivatkozások
- Bizonyítás angolul, lépésről lépésre